# Landgoed Dartheide
Het Landgoed Dartheide is een landhuis met bijbehorend landgoed in Nederland, gelegen aan de Rijksstraatweg te Leersum, aan de westrand van de bebouwde kom en ten noorden van kasteel Broekhuizen. Het in eclectische stijl opgetrokken gebouw staat rechts van de oprijlaan naar Broekhuizen en is een rijksmonument.
De buitenplaats werd in 1824 als 'Nieuw Broekhuizen' gebouwd voor Cornelis Jan van Nellesteijn (1759-1832), eigenaar van kasteel Broekhuizen. Na de dood van zijn vrouw was deze hertrouwd met zijn huishoudster die ongeveer vijf maanden zwanger was. Dit huwelijk vond in de ogen van zijn kinderen geen genade. Hij liet daarom een nieuwe woning bouwen voor hemzelf en zijn echtgenote, en liet Broekhuizen aan zijn zoon Wouter Hendrik van Nellesteyn (1788-1864) uit zijn eerste huwelijk.
Na de dood van Cornelis Jan van Nellesteyn in 1832 kwam het huis door vererving in bezit van zijn zoon Wouter Hendrik van Nellesteyn, zoon uit het eerste huwelijk, die dus ook al eigenaar van Broekhuizen was.
De familie woonde er niet zelf. Nieuw Broekhuizen ging in de verhuur. Pas in 1873, na de dood van de weduwe van Wouter Hendrik, werd het huis verkocht aan M.S. Boon Hartsinck. Deze overleed in 1889, waarna zijn erfgenamen Nieuw Broekhuizen verkochten aan jhr. Van Karnebeek, die het in 1890 verbouwde en Dartheide noemde.
De bezittingen van Cornelis Jan van Nellesteyn strekten zich oorspronkelijk uit over de aan de noordzijde van de Rijksstraatweg gelegen Darthuizerberg en Donderberg. Op de Donderberg bouwde hij de Graftombe van Nellesteyn. Op de Darthuizerberg bouwde hij een jachthuis in de stijl van een Zwitsers chalet, in de volksmond het Zwitserse huis genoemd. De bezittingen op de Darthuizerberg kwamen eind-19e eeuw in bezit van de bankier Daniël François Scheurleer, die er het Landgoed Darthuizerberg stichtte. Na het faillissement van Scheurleer & Zoonen in 1932 werd dit opgedeeld in de landgoederen Darthuizerberg van Staatsbosbeheer, het particuliere landgoed Dartheuvel en het natuurgebied Dartheide van Het Utrechts Landschap.
Tijdens de Tweede Wereldoorlog werd Villa Dartheide betrokken door de plaatselijke Duitse Ortskommandant.
| Periode     | Bewoners                                 |
| ----------- | ---------------------------------------- |
| 1824 - 1832 | Cornelis Jan van Nellesteijn (1759-1832) |
| 1832 - 1873 | Steven van Nellesteijn (1818-1880)       |
| 1873 - 1879 | Cornelis Jan van Nellesteijn (1830-1906) |
| 1879 - 1889 | M.C. Boon Hartsinck                      |
| 1889 - 1906 | A.P.C. van Karnebeek                     |
| 1906 - 1920 | Cornelis Smit                            |
| 1920 - 1948 | Jan Smit                                 |
| 1950 - 1973 | J.A. v .d. Lee                           |
| 1973 - 1990 | echtpaar De Boer-Haanscholen             |
| 1990 - 2003 | Instituut Dartheide                      |
| 2003 - 2022 | Comtech Telecom, Remco de Groot          |
| 2022 -      | familie Smorenburg                       |